# أليس مورغان رايت
أليس مورغان رايت (بالإنجليزية: Alice Morgan Wright) هي مدافعة عن حقوق الحيوان ‏ وسفرجات أمريكية، ولدت في 10 أكتوبر 1881 في ألباني في الولايات المتحدة، وتوفي بنفس المكان في 8 أبريل 1975.